# SnowRider
SnowRider är en snöskotertidning som startades hösten 1997. Tidningen riktar sig framförallt till den som intresserar sig för snöskotrar med särskilt hög prestanda. En känd motorprofil från tidningen är Alf Sundström.
Tidningen Snowrider ingår som en av tre tidningar i förlaget Otlas. Tidningen kommer ut med sex nummer per år från och med oktober månad. Redaktionen finns i byn Vika strax söder om Mora i Dalarna.